# 15230 Алона
15230 Алона (1987 RF1, 1998 YS27, 15230 Alona) — астероїд головного поясу, відкритий 13 вересня 1987 року.
Тіссеранів параметр щодо Юпітера — 3,579.